# Petar Bogdan
Petar Bogdan zvani Peko (Donji Dolac, 30. ožujka 1915. — Zagreb, 31. prosinca 1996.), hrvatski pripadnik partizanskog pokreta. Nositelj čina general-potpukovnika JNA i naslova narodnog heroja.:25.-26.

## Životopis
Rodio se je u Donjem Docu u radničkoj obitelji. U Sinju je išao u osnovnu školu. Bio je vanjski učenik na Franjevačkoj klasičnoj gimnaziji od prvog razreda koji je upisao 1926. do šestog razreda 16. siječnja 1933., kada je svojevoljno napustio gimnaziju. 
1937. godine završio je školu pričuvnih časnika u Sarajevu. Po završetku školovanja otišao je studirati u Beograd te je upisao Pravni fakultet.
Pokretu otpora prišao 1941. godine. Zaposlio se je u Zagrebu nakon pada Jugoslavije kao poštanski službenik što mu je pružalo mogućnost izvođenja sabotaža. Kolovoza 1941. sudjelovao je na onesposobljavanju telefonskih i brzojavnih uređaja u Pošti u Zagrebu. Potkraj godine vratio se je u Sinj te povezao s rukovodstvom NOP-a. Siječnja 1942. ušao je u Dinarski partizanski odred. Srpnja 1942. postavljen je za obavještajnog časnika u 2. bataljonu Srednjodalmatinskog partizanskog odreda. Kad je osnovana 1. dalmatinska brigada bio je zapovjednik čete pa zamjenik zapovjednika bataljona. U KPJ se je učlanio u listopadu 1942. godine. Tijekom rata obnašao je dužnosti zamjenika zapovjednika bataljuna, brigade, korpusa te zapovjednika pozadinskih postrojba JNA. Ratovao je protiv ustaša, domobrana i Italijana kod Sinja, Duvna i Livna. Istakao se studenoga 1942. u borbama protiv Trećeg Reicha kod Jajca, nakon čega je postao zamjenik zapovjednika brigade. Odgovoran je za likvidaciju dvojice sinjskih franjevaca u Hercegovini kod Ravnog u rujna 1943. (fra Stanka Bradarića i fra Milana Lapića).:25.-26. 
Koncem veljače 1943. godine postavljen je za zamjenika komandanta 4. dalmatinske brigade, koja je bojevala na području Široki Brijeg — Ljubuški — Vrgorac, na planini Čvrsnici. Po prelasku Neretve polovicom ožujka, brigada je nosila ranjenike do Nevesinja. U t.zv. 5. neprijateljskoj ofenzivi vraćen je u 1. dalmatinsku brigadu koja je vodila žestoke bitke za području sjevera Crne Gore i međurječju Pive, Tare i Sutjeske. Nakon proboja u bitci na Sutjesci s 3. bataljonom pošao je u Hercegovinu, gdje su ga odredili za zamjenika zapovjednika 10. hercegovačke brigade, s kojom je ratovao oko Nevesinja, Gacka, Trebinja i Bileća, sve do travnja 1944. godine kad je prešao na dužnost zamjenika zapovjednika 8. korpusa u Dalmaciji.
Smatra ga se odgovornim za mnoga masovna smaknuća zarobljenika u cetinskom kraju 1944. i inim drugim područjima (Hercegovina, početak 1945.) djelovanja postrojbâ Osmog dalmatinskog korpusa, čijim je tad bio zamjenikom zapovjednika.:25.-26. Bilo je to u vrijeme Mostarske operacije, kad je zapovijedao izmještenim zapovjednim mjestom. Ožujka 1945. godine zapovjednikom je pozadine 4. armije JA.
Zadnjih mjeseci rata potpukovnik JNA je na partizanskim insceniranim suđenjima zastupao "javne interese". U njegovoj je odluci bila sudbina okrivljenih. Bio je to pokretni Vojni sud VIII. korpusa, odnosno prijeki sud. Na suđenju dužnosnicima, održanome u Sokolskome domu u Sinju 8. studenoga 1944. godine tužitelj Petar Peko Bogdan tražio je najstrožu kaznu za skupinu u kojoj su bili domobranski pukovnik Jakob Potočnik (zapovjednik hrvatskih snaga u Sinju) te dužnostnici Mirko Bilobrk, Spasoje Travisi, Mirko Vujanović, Marija Mladina, Luka Labrović i sinjski kapelan fra Stanko Milanović Litre. Svi su strijeljani, a Potočnik je smaknut vješanjem. što je sud prihvatio, priziv nije bio moguć i osuđenici su strijeljani već 10. studenoga. 
Slavio je Staljina.:25.
Poslije rata obnašao razne dužnosti u Generalštabu JNA. Bio je pomoćnikom zapovjednika za pozadinu, zapovjednik graničnih postrojbi, načelnik Tehničkog središta JNA itd. Završio je vojnu akademiju JNA. Godine 1966. prestala mu je aktivna služba. Proglašen je narodnim herojem 27. rujna 1953. godine.

### Alka
Marko Bilobrk je bio ustaški logornik i ratni alkarski vojvoda. Peko Bogdan je bio tužitelj u procesu protiv njega. Tražio je za nj smrtnu presudu. Nakon puča u Viteškom alkarskom društvu, postao je Peko Bogdan prvi partizanski alkarski vojvoda.
Alkarski je vojvoda postao nakon puča u Viteškom alkarskom društvu preko poslije rata osnovanog Narodnog alkarskog društva 1945. godine. () U isto to vrijeme gvardijan sinjskog franjevačkog samostana fra Bernardin Topić, koji je pomogao pri sigurnom smještaju alkarske opreme u samostanske prostorije, osuđen je na kaznu teškog prisilnog rada u partizanskom logoru Staroj Gradišci. Peko Bogdan je uveo veličanje i jugoslavenskog diktatora Josipa Broza Tita u Alku. Na mjestu alkarskog vojvode naslijedio ga je Vice Buljan 1957. godine.:26.